# Savski Bok
Savski Bok is een plaats in de gemeente Vrbje in de Kroatische provincie Brod-Posavina. De plaats telt 87 inwoners (2001).